# Ponzichter

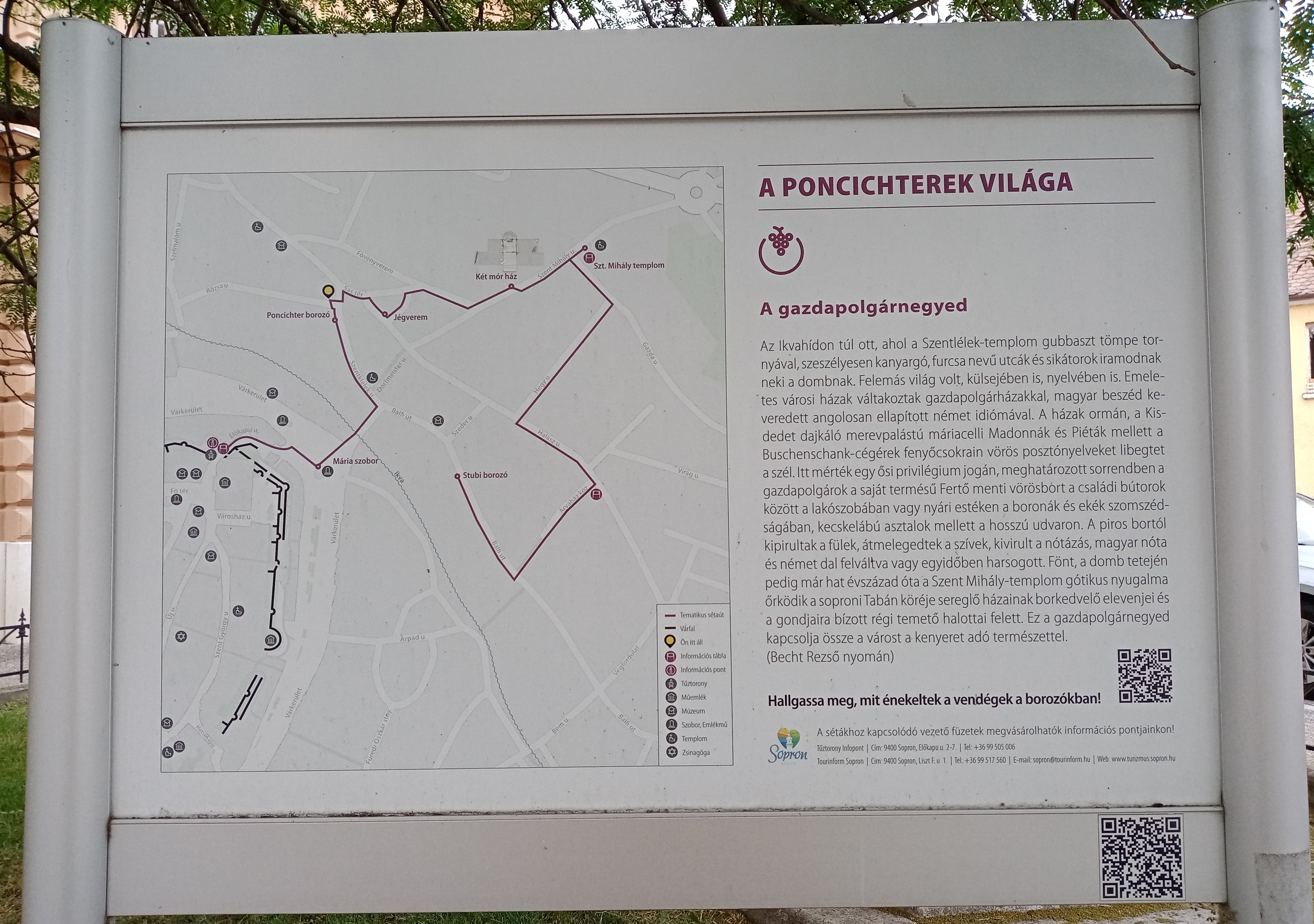
Informationstafel in Sopron: A poncichterek világa (Die Welt der Poncichter)

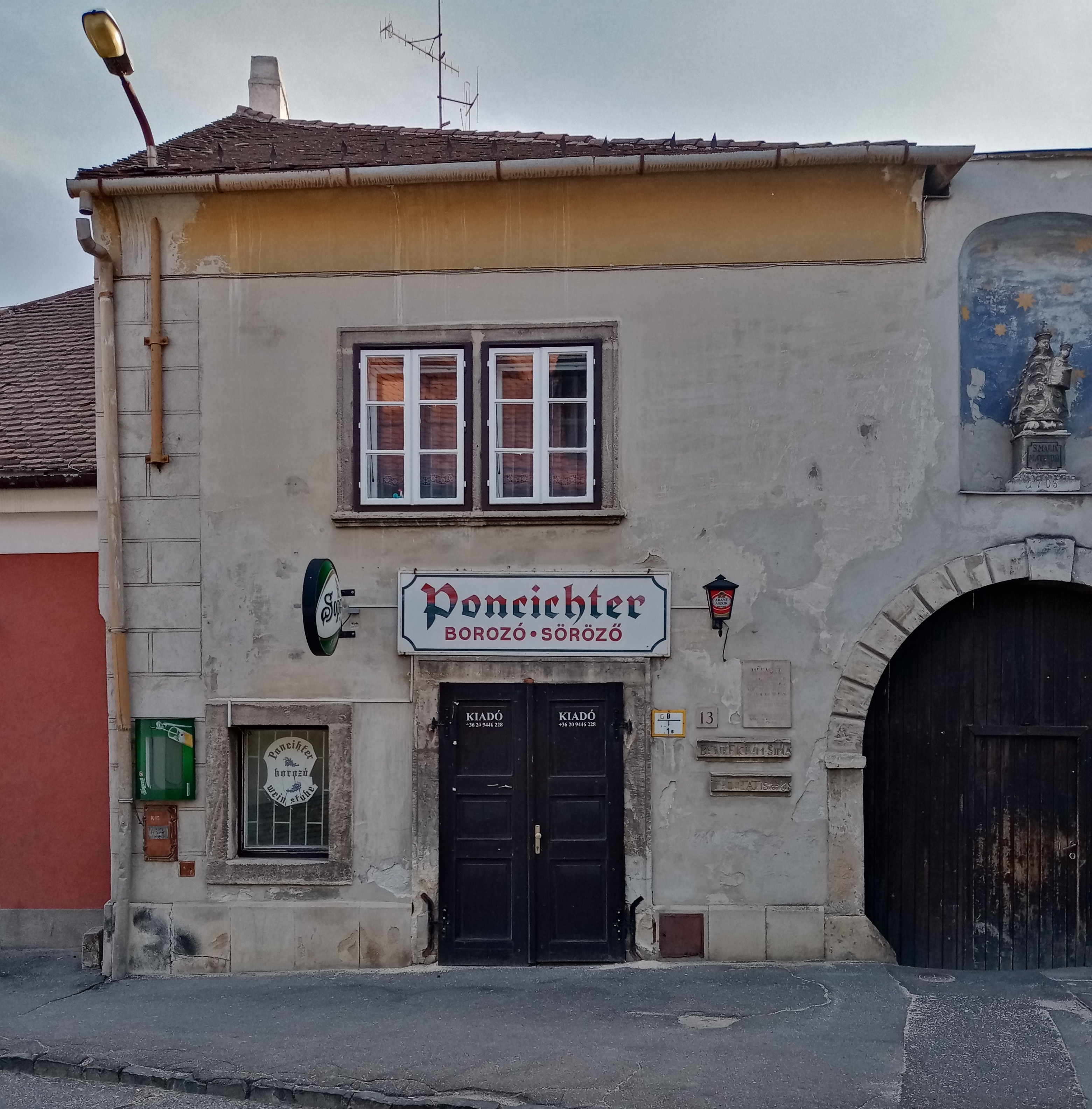
Poncichter (Bier- und Weinstube in Sopron)

Ponzichter (von ungarisch poncichter) ist ein Begriff, der um die Wende vom 19. zum 20. Jahrhundert geprägt wurde und deutschstämmige Weinbauern in der Gegend um die ungarische Stadt Sopron (deutsch Ödenburg) bezeichnet. Der Name Poncichter ist eine verballhornte Form von Bohnenzüchter und stammt daher, dass diese Weinbauern früher zwischen den Rebstöcken Bohnen angepflanzt haben. Eine der wohl ersten schriftlichen Erwähnungen des Begriffs stammt aus einer Zeitschrift aus dem Jahr 1897.
Der Anbau von Bohnen brachte den Weinbauern zusätzliche Einnahmen bzw. konnte Verluste bei schlechten Ernten abmildern und außerdem mussten keine Steuern auf die produzierten Bohnen gezahlt werden. Zusätzlich hatte der Anbau von Bohnen eine positive Wirkung auf die Weinstöcke, da Bohnen zu den Leguminosen gehören und an deren Wurzeln stickstoffsammelnde Bakterien leben.
Die Poncichter zählten zu einer bedeutenden gesellschaftlichen Schicht in Sopron und spielten eine entscheidende Rolle bei der Entwicklung des nördlichen Teils der Stadt, ihre Weinberge zogen sich bis zum Neusiedler See. In den Kellern der Häuser gab es neben den großen Weinfässern aus Holz Tische und ein paar Stühle, in den Höfen wurden Schanktische aufgestellt. So hatte fast jedes Haus eine kleine Weinschenke, in der sich das gesellschaftliche Leben der Poncichter abspielte. Die Schenken wurden durch einen Tannenzweig oder einen Weinkranz an der Hauswand gekennzeichnet, weiße oder rote Bänder zeigten die Farbe des ausgeschenkten Weines an. In Sopron wurde ein Viertel (Poncichter negyed) nach ihnen benannt. In der dreißig Kilometer südlich liegenden Stadt Kőszeg wird der Begriff Poncichter auch für Weinbauern benutzt.